# Nessun dorma
Nessun dorma (Italiaans: “niemand mag slapen”) is de laatste door Puccini gecomponeerde aria uit zijn laatste opera Turandot. Zij wordt daarom wel beschouwd als de laatste grote aria uit de klassieke fase van de westerse opera.

## Achtergronden
Puccini was na zijn drie korte opera’s, die samen Il trittico vormen, toe aan iets nieuws. Hij was vastbesloten om tentar vie non battute, zoals hij dat noemde, oftewel: ongebaande paden te betreden. Puccini zocht een verhaal met een sprookjesachtige sfeer, maar met personages van vlees en bloed, en vond dat bij Carlo Gozzi en diens fabel Turandot. Puccini had het gevoel dat hij zich met Turandot op een hoger niveau bewoog en dat “er een origineel en misschien wel uniek werk in de maak was”, waarbij al zijn andere muziek zou verbleken. Maar het werk aan Turandot kostte hem zoveel energie dat hij aan zijn creatieve vermogen ging twijfelen.
In een brief aan zijn librettisten beschreef hij zijn situatie als volgt: “…denk maar aan een man die vaste grond onder zijn voeten heeft, maar die ieder uur en iedere dag voelt hoe die grond langzaam maar zeker onder zijn voeten verdwijnt alsof hij door een diepe afgrond verzwolgen zal worden”. In de herfst van 1924 werd bij de componist kanker geconstateerd. Met zijn zoon ging hij naar Brussel voor een behandeling met bestraling. Die leek succes te hebben, maar Puccini overleed vóór de voltooiing van Turandot op 29 november 1924 aan een hartaanval.
Turandot werd afgemaakt aan de hand van Puccini’s nagelaten schetsen door Franco Alfano. Maar op 25 april 1926, toen Turandot in La Scala van Milaan onder leiding van Toscanini in première ging, stopte hij op het punt waar Puccini gekomen was.

## Tegenwoordig
De tenor Luciano Pavarotti heeft met deze aria groot succes gehad. In 1990 werd het lied gebruikt als herkenningsmelodie van het WK voetbal. Daarop werd het in Engeland het eerste klassieke lied dat de nummer 1-positie in de hitparade bereikte. Pavarotti bracht het daarna zo regelmatig ten gehore dat het als zijn "lijflied" beschouwd mag worden. In 2006 zong hij het nogmaals met veel succes tijdens de Openingsceremonie van de Olympische Winterspelen in Turijn. Fait divers: de Japanse kunstschaatsster Shizuka Arakawa won in Turijn goud met een vrije kuur op dezelfde muziek (niet van Pavarotti, maar in een vioolfantasie van Vanessa Mae).
Hoewel de aria is geschreven voor tenor, is het ook opgenomen door vrouwelijke vocalisten (buiten de opera-wereld weliswaar) met krachtige stemmen: Aretha Franklin in 1998 en de Italiaanse superster Mina in 2009. In 2011 nam de toen 11-jarige operazangeres Jackie Evancho het lied op voor haar 2de album Dream with Me.

## Tekst en vertaling
| Italiaans | Nederlands |
| --- | --- |
| Nessun dorma! Nessun dorma! Tu pure, o, Principessa, nella tua fredda stanza, guardi le stelle che tremano d'amore e di speranza. Ma il mio mistero è chiuso in me, il nome mio nessun saprà! No, no, sulla tua bocca lo dirò quando la luce splenderà! Ed il mio bacio scioglierà il silenzio che ti fa mia! (Il nome suo nessun saprà!... e noi dovrem, ahimè, morir, morir!) Dilegua, o notte! Tramontate, stelle! All'alba vincerò! vincerò, vincerò! | Niemand mag slapen! Niemand mag slapen! Zelfs jij, o Prinses, in jouw koude kamer, kijk naar de sterren, die trillen van liefde en hoop. Maar mijn geheim is in mij verborgen, mijn naam, die niemand zal kennen. Op jouw mond zal ik hem uitspreken. wanneer het licht zal stralen, en mijn kus zal de stilte doen verdwijnen, wat jou de mijne zal maken. (Niemand zal zijn naam kennen... en wij moeten, helaas, sterven, sterven!) Verdwijn, o nacht! Sterren gaat onder! Bij het ochtendgloren zal ik overwinnen! Ik zal overwinnen! Ik zal overwinnen! |

## Trivia
In 2007 zong de mobieletelefoonverkoper Paul Potts deze aria tijdens Britain's Got Talent. Drie jaar later zong Martin Hurkens het lied tijdens zijn auditie voor Holland's Got Talent. Uiteindelijk zong de voormalige bakker de aria ook in de finale en won mede hierdoor de talentenjacht. Op 28 december 2013 won Amira Willighagen op negenjarige leeftijd de finale van Holland's Got Talent met haar uitvoering van Nessun dorma. 
De aria wordt ook regelmatig uitgevoerd door The Platin Tenors tijdens de jaarlijkse Vrijthofconcerten van André Rieu in Maastricht.